# Sistema-mundo
Sistema-mundo, o economía-mundo, es una teoría, enfoque o aproximación analítica derivada de la crítica postmarxista que intenta explicar el funcionamiento de las relaciones sociales, políticas y económicas a partir de las interacciones globales. Es una teoría historiográfica, geopolítica y geoeconómica con gran vigencia y aplicación en las relaciones internacionales.

## Orígenes

Mapa que muestra a los países por estado comercial a fines del utilizando la diferenciación del sistema mundial en países centrales, semiperiféricos y periféricos, según la lista en Dunn, Kawano y Brewer (2000).
Países centrales
Países semiperiféricos
Países periféricos

Técnicamente hablando, la teoría o análisis sistemas-mundiales no es una verdadera teoría, sino más bien un fructífero planteamiento para el análisis y el cambio social. Este análisis se ha desarrollado principalmente por los siguientes autores: Aníbal Quijano, Walter Mignolo, Enrique Dussel, Samir Amin, Andre Gunder Frank, Immanuel Wallerstein y Giovanni Arrighi con contribuciones importantes de Volker Bornschier, Peter Turchin, Andréi Korotáyev, Janet Abu Lughod, Tom Hall, Kunibert Raffer, David Wilkinson y otros. La aplicación de la cliodinámica (aplicación de la cliometría, ciencia analítica que utiliza de manera sistemática la teoría económica, la estadística y la econometría para el estudio de la Historia económica) por algunos de estos autores mediante simulaciones matemáticas de los ciclos históricos ha aportado notable solidez a los planteamientos de los primeros teóricos.
La teoría crítica que desarrolla el sistema-mundo recoge tanto la tradición marxista, así como el estructuralismo y la teoría de la dependencia latinoamericanas, y la tradición de la Escuela de los Annales francesa, especialmente al autor Fernand Braudel quien utilizó por primera vez las expresiones "economía mundial" y "economía-mundo".
La propuesta del sistema-mundo se asienta, entre otros, en uno de los presupuestos o tesis que proponen un desarrollo del capitalismo en el que el imperialismo se constituiría en su culminación o máxima representación. Esta posición ha sido para el marxismo del siglo XX una constante. El imperialismo, como fase superior del capitalismo es un concepto acuñado por Lenin, quien también usó los términos periferia y centro (centro-periferia) como idea para analizar la economía y la política internacional.
Immanuel Wallerstein, uno de los más destacados autores en la teoría 'sistema-mundo' usa, básicamente, la misma terminología. Wallerstein caracteriza el 'sistema-mundo' como una serie de mecanismos que redistribuyen los recursos desde la 'periferia' al 'centro' del imperio. En esa terminología el 'centro' es el mundo desarrollado, industrializado, democrático —el primer mundo—, y la 'periferia', mundo subdesarrollado o tercer mundo junto con los mal denominados países en vías de desarrollo o semiperiféricos, estos últimos son los exportadores de materias primas, la parte pobre del mundo, el mercado mediante el que el centro explota a la periferia (periferia y semiperiferia). Esta tesis se enfrenta a la posición ortodoxa y tradicional de la bondad del desarrollo económico que produce necesariamente el comercio internacional y que repercutiría positivamente no solo en el centro sino también en la periferia.
Sistema-mundo (Imperio):
- Centro (Países desarrollados)
- Semiperiferia (Países en vías de desarrollo)
- Periferia (Países subdesarrollados)

Wallerstein, ubica el origen del régimen actual de sistema-mundo en el siglo XVI en la Europa occidental y lo define como un sistema social con sus reglas, estructuras, normas y funcionamiento propio que responde a su lógica interna.
El sistema-mundo, según Wallerstein viene definido por cuatro características temporales:
- Ciclos cortos que representan las fluctuaciones de la economía, y
- Ciclos largos que indican tendencias más profundas y duraderas representando el desarrollo económico y su posterior declive.
- Contradicción, término que indica un problema irresoluble en el propio sistema, generalmente referente a los intereses a corto plazo frente al largo plazo. Por ejemplo, el problema de la caída del consumo, derivado de la bajada de salarios que en principio aumenta el beneficio de las élites capitalistas a corto plazo, pero que a largo plazo esa disminución de salarios tiene un efecto negativo reduciendo la demanda para el producto y por tanto los beneficios.
- Crisis. La última característica temporal es la crisis, que tarde o temprano se produce cuando se dan una serie de circunstancias que rompen la estructura del sistema.

## La perspectiva del sistema-mundo
La interpretación sugiere que el sistema capitalista internacional contiene un núcleo internacionalizado de actividades, de regiones y de grupos sociales de diversos grados de importancia en cada país. Estos sectores comparten una cultura común y un modo de vida, que se expresa con los mismos libros, textos, películas, programas de televisión, grupos similares de organización de familia y de vida social, estilo similar de la decoración de hogares, edificios, muebles y diseño urbano. A pesar de barreras lingüísticas, estos sectores tienen una gran capacidad para la intercomunicación que no tienen las personas marginales del mismo país que hablan la misma lengua (...) La modernización implica el reemplazo gradual de la estructura productiva tradicional por otra con capital intensivo (...) Por una parte, el proceso de la modernización incorpora en las nuevas estructuras los individuos y a los grupos que son necesarios para que ese tipo de racionalidad triunfe y prevalezca; por otra parte rechaza y expulsa a los individuos y a los grupos que no tienen lugar en la nueva estructura productiva o que carecen la capacidad de adaptarse a ella.

Es importante enfatizar que este proceso no sólo previene o limita la formación de un grupo o clase social nacional emprendedora propia, según lo indicado por Furtado, pero también de una clase media nacional (...) e incluso de una clase obrera nacional. La implantación de la modernización introduce una separación que divide a los distintos segmentos sociales (...) en este proceso, algunos empresarios de la clase social emprendedora nacional se incorporan como ejecutivos a las nuevas empresas transnacionales (multinacionales), otros quedan marginados; algunas empresas también incorporan a algunos profesionales, formando a la parte del personal técnico y del segmento de empleados, pero el resto está completamente marginado. Por tanto, la parte de la oferta de mano de obra que se considera cualificada o apta se incorpora al proceso, mientras que el resto queda marginada.
Los efectos de la desintegración de cada clase social tienen consecuencias importantes para la movilidad social. El empresario marginado se añadirá probablemente a las filas de los pequeños fabricantes o la manufactura artesanal, o abandonará su actividad independiente y se convertirá en un empleado de clase media. Los sectores marginados de la clase media formarán probablemente un grupo de gente frustrada -de una clase media más baja- que intenta mantener el aspecto de la clase media -alta o media- sin mucha posibilidad de movilidad ascendente y aterrorizada por el peligro de su proletarización. Los trabajadores marginados se sumarán a las filas de marginalidad absoluta creciente, donde, como en la clase media más baja, el resentimiento y la frustración se acumularán  (...) finalmente, es muy probable que una movilidad internacional se corresponda con una movilidad interna, particularmente entre los sectores internacionalizados (...) el proceso de la desintegración social que se ha descrito aquí probablemente también afecta a las instituciones sociales que son básicas para los grupos sociales y que les permiten su expresión.

Por lo tanto, tendencias similares a las descritas para la sociedad global se van a encontrar dentro del estado, de la iglesia, de las fuerzas armadas, de los partidos políticos que tienen gran implantación popular, de las universidades etc. [Sunkel, O. Capitalismo transnacional y desintegración nacional en América Latina, 1972, p. 18-42]

La dependencia por la consolidación del sistema-mundo consolida el empobrecimiento y el retraso de los países pobres producido por la posición periférica que estas naciones tienen en la división del trabajo internacional. El desarrollo del sistema-mundo capitalista instaura una inamovible distinción entre naciones del centro y las naciones de la periferia.
Fernando Henrique Cardoso resume la esencia las teorías de la dependencia de la manera siguiente:
- Hay una penetración financiera y tecnológica del centro capitalista desarrollado en los países de la periferia y de la semiperiferia
- Lo que produce una estructura económica triplemente desequilibrada: 1) dentro de las propias sociedades periféricas, 2) entre ellas y 3) entre ellas y el centro del sistema.
- Lo que limita el crecimiento autónomo de la periferia
- Lo que favorece la aparición de nuevos modelos específicos en las relaciones entre clases sociales y producen nuevas relaciones
- Que reclaman cambios en el papel del estado –para garantizar el funcionamiento de la economía y la articulación política de la sociedad-, cambios que contienen, dentro de sí mismos, focos de contradicción -irresolubles y sin articulación social posible- y de desequilibrio estructural (Cardoso, 1979)

Giovanni Arrighi propone -en el análisis realizado en el libro  `El largo siglo XX' (1995)- la idea de que la lógica de la acumulación a escala mundial depende de las subidas y bajadas y en la sucesión de épocas de regulación y de desregulación.
La acumulación de capital comenzará por primera vez en la desregularizada Venecia y continuar en el regulado período genovés de capitalismo, le seguirá la era desregularizada holandesa y el período regulador británico; finalmente llegará la hegemonía de los EE. UU., que - después de 1945 - era un modelo regulador pero que, desde finales de los años 70, sin embargo, como nos indica Arrigí cambia a un modelo desregularizado de capitalismo del mundo.
Aparición y evolución de los períodos de acumulación del capitalismo y desplazamiento
- De Venecia a Génova

Venecia (desregularizado)   --   Génova (regularizado)
- De Génova a Ámsterdam y de Ámsterdam a Londres

Holanda (desregularizado)   --   Reino Unido (regularizado)
- De Londres a Nueva York

EE. UU. (regularizado) hasta 1945   --   EE. UU. (desregularizado) desde 1945
- De Nueva York a Pekín

EE. UU. (desregularizado)   --   China (regularizado)
A menudo el lamentado final de la era keynesiana tiene una base real. Las conclusiones de Arrighi se dirigen a la existencia de un patrón de acumulación y de desplazamiento del capitalismo del mundo. Otros analistas del sistema-mundo están de acuerdo con Arrighi en que la subida del capitalismo financiero y la declinación del capitalismo productivo están conectadas siempre con los cambios importantes en la localización de los centros del capitalismo del mundo, primero de Venecia a Génova, seguida por el cambio de Génova a Ámsterdam, de Ámsterdam a Londres, de Londres a Nueva York, y de allí brevemente al archipiélago capitalista del Este de Asia (Japón) para quizás continuar por el sur de Asia.
Arrighi también introdujo una noción importante: la coexistencia entre ‘’diferentes lógicas’', ya que el declive de un centro de acumulación de capital y la aparición de un nuevo centro emergente pueden coincidir durante años. El modelo secuencial de Arrighi del capitalismo del mundo es también una interpretación histórica de la vieja noción marxista de la expansión financiera: de una etapa de desarrollo de capitalismo productivo (basado en la producción y comercio de productos) se pasa a una etapa final de desarrollo de capitalismo financiero (basada en la especulación financiera). Siguiendo a Arrighi, podemos mantener que las estrategias reguladoras conllevan un crecimiento débil en la era veneciana, holandesa, y americana, mientras que la aparición de la desregulación y un gobierno territorial y político débil conduce a un fuerte desarrollo económico.

## Formulación del sistema-mundo de Wallerstein
Una de las versiones más conocida de la teoría del sistema-mundo ha sido la desarrollada por Immanuel Wallerstein quien analiza el sistema- mundo de la siguiente manera: Un sistema se define como una unidad con una sola división del trabajo y múltiples sistemas culturales.
En la publicación de 1987 Análisis del sistema-mundo Wallerstein lo define en contraste con las diversas tesis que rechaza:
1ª Tesis rechazada:
Las  disciplinas de las modernas ciencias sociales son intelectualmente  coherentes y lógicas con la agrupación y separación que se hace de las materias de las que son objeto
Tesis propuesta:
Para Wallerstein el análisis de la teoría sistema-mundo rechaza esta coherencia afirmando que las disciplinas modernas, producto del siglo XIX, están profundamente desarticuladas y demanda la unidisciplinariedad de las ciencias sociales históricas, porque no resultan lógicas si se separan, como se manifiesta, de hecho, en numerosos análisis entre los eruditos de las distintas disciplinas académicas.
2ª Tesis rechazada:
La historia es el estudio de acontecimientos (dominio ideográfico de la ciencia) y las ciencias sociales descubren reglas universales de comportamiento humano y social (dominio nomotético de las ciencias).
Tesis propuesta:
Wallerstein escribe que el análisis que permite la teoría del sistema-mundo ofrece un valor heurístico  –una vía intermedia- entre las generalizaciones históricas y las narraciones particulares. Sostiene que el método óptimo debe perseguir el análisis dentro de las estructuras sistémicas, durante el tiempo y el espacio suficiente para comprender las lógicas que dominan; lógicas que determinan las secuencias más fuertes de la realidad, mientras que a la vez reconoce y considera que estas estructuras sistémicas tienen principio y fin y no deben por lo tanto concebirse como fenómenos eternos.
3ª Tesis rechazada:
Los países modernos o Estados son las sociedades, o dicho de otra forma, hay una sociedad que es la base de cada estado.
Tesis propuesta:
El análisis de los sistemas-mundo sostiene que los estados modernos nunca han sido sociedades. Los estados son las unidades políticas de la sociedad moderna internacional y económica. Según Wallerstein han existido tres clases de sistemas sociales a lo largo de la historia de la humanidad: (1) los mini-sistemas -lo que los antropólogos llaman bandas y tribus (donde se produce una división del trabajo a pequeña escala dentro de la que hay una sola cultura y un único proceso político) y dos tipos de sistemas-mundo (donde se produce una división del trabajo a mayor escala y pueden encontrarse diversas culturas): (2) los imperios-mundo (bajo una estructura política) y (3) la economía-mundo (que tiene múltiples estructuras políticas).
Evidentemente los sistemas-mundo son más grandes y étnicamente más diversos que los mini-sistemas. La sociedad moderna, el  "moderno sistema-mundo", es del último tipo, una  economía-mundo de carácter político múltiple, y es el primero y único que se constituye plenamente como economía mundial capitalista, emergiendo en los años 1450 a 1550 y consiguiendo su ampliación y extensión por todo el planeta hacia 1900.
- Sistemas sociales a lo largo de la historia de la humanidad:

- Mini-sistemas: únicos sistemas hasta el 8000/10000 a. C. en que aparecen los sistemas-mundo. Los mini-sistemas perviven hasta el año 1500 d. C.

- Sistemas-mundo: desde 8000/10000 a.c. hasta la actualidad

- Imperios-mundo: existentes desde el 8000/10000 a. C. convive con mini-sistemas y economías-mundo (los imperios-mundo son sistemas donde la economía está dominada e integrada por una sola clase política)
- Economías-mundo: existentes desde el 8000/10000 a. C. se consolida como sistema capitalista en el año 1500 d. C. y culmina su extensión por todo el planeta hacia 1900 (las economías-mundo son sistemas donde las clases políticas están integradas dentro de una sola economía)

4ª Tesis rechazada:
El capitalismo es un sistema basado en la competencia entre los productores libres que usan el trabajo libre y las mercancías y materias libres, aquí libre significa que está disponible para la venta y la compra en un mercado. Según esta tesis ortodoxa, los países que se desvían de esta definición, tales como los comunistas y socialistas, así como terceros países donde no existe el mercado, no son todavía capitalistas.
Tesis propuesta:
El enfoque de los sistemas-mundo sostiene que el capitalismo, como sistema social histórico, ha integrado siempre una variedad de formas de trabajo dentro de una división del trabajo de funcionamiento (economía-mundo). Los países no tienen economías, sino son parte de la economía-mundo. Lejos de ser sociedades o mundos separados, la economía-mundo manifiesta una división del trabajo tripartita en zonas: central, semiperiférica y periférica. El centro establece los negocios en zonas, con la ayuda de los estados que funcionan dentro de cada zona, monopolizando las actividades más provechosas de la división del trabajo. En el reconocimiento de un patrón tripartito, el análisis de los sistemas-mundo es crítico con la teoría de la dependencia y su sistema bimodal que incluye solamente el centro y la periferia. Hay muchas maneras de atribuir un país específico al centro, a la semiperiferia, o a la periferia. Usando una definición formal pero profundamente empírica de la dominación en una relación entre dos países, Piana en 2004 definió el centro como aquella zona compuesta de países libres donde no existe la dominación entre ellos; la semiperiferia como aquellos países dominados mientras que al mismo tiempo dominan a otros (generalmente de la periferia) y la periferia como los países que son dominados y no dominan. De acuerdo con datos de 1998, la lista completa de países divididos en tres zonas, junto con una discusión metodológica puede encontrarse en la web del Economics Institute.
5ª Tesis rechazada:
La época de final del siglo XVIII y principios del XIX marcó un momento crucial en el desarrollo del capitalismo ya que los capitalistas alcanzaron el poder estatal y social en los Estados claves que fomentaron la Revolución industrial que permitió el desarrollo del capitalismo.
Tesis propuesta:
El análisis de los sistemas-mundo afirma que el capitalismo es un sistema histórico formado con anterioridad, que los países no se desarrollan en etapas o estadios y la revolución industrial tiene un significado distinto al que se afirma (como fase en el desarrollo del capitalismo histórico), a saber, la aparición de las tres ideologías de la mitología del desarrollo de las naciones (la idea de que los países pueden desarrollarse a través de etapas si cumplen una serie de estrictas políticas): conservadurismo, liberalismo, y radicalismo.
6ª Tesis rechazada:
La historia de la humanidad es progresiva.
Tesis propuesta:
Los analistas de los sistemas-mundo, junto con antropólogos, sostienen que la evidencia histórica sugiere lo contrario, que las sociedades humanas se han hecho cada vez más desiguales. La razón de esta creencia se justifica fácilmente ya que las ciencias sociales modernas (que defienden la visión de progreso de la historia) emergieron en las zonas del centro, que con solo una población del 20% del sistema-mundo moderno (de la población mundial) posee el 80% de la riqueza, porcentaje que tiende a ampliarse como efecto de la polarización de la desigualdad y del poder inherentes al funcionamiento del sistema.
7ª Tesis rechazada:
La ciencia es la búsqueda de reglas que explican cómo y por qué ocurren los hechos.
Tesis propuesta:
Wallerstein escribe: el análisis de los sistemas-mundo es una llamada de atención ante la necesidad de refundar las ciencias sociales históricas por aquellos que perciben las incertidumbres de los modelos ortodoxos y creen necesario contribuir a explicar la transformación del mundo evitando el tópico de la creencia en el desarrollo progresivo y el triunfo inevitable de la bondad que sostienen los ideólogos de las ciencias sociales clásicas. El análisis de los sistemas-mundo es una llamada de atención para abrir los obturadores que evitan que exploremos muchas áreas del mundo real. El enfoque de los sistemas-mundo no es un paradigma de las ciencias sociales históricas, es un ejercicio de carácter conceptual y analítico que permite la discusión sobre el paradigma establecido en un momento de transición y cambio científico.

### Evolución y desarrollo de la perspectiva de Wallerstein
Sobocinski observó varios hechos relevantes: 1) los indicadores más simples -como la renta per cápita- permiten identificar el centro, la semiperiferia y la periferia; 2) las áreas externas al sistema-mundo (no incluidas en él) acaban desapareciendo a mediano plazo y 3)se produce una disminución del porcentaje del población en los países periféricos, según los criterios y términos de desarrollo tradicionales.
La perspectiva de Sobocinski postula la escala o grado de proletarización (descrito en "El Capitalismo histórico" de Wallerstein) como un indicador del estatus de un país en la escala de dominación (centro, semiperiferia y periferia). Sobocinski indica que las tendencias económicas parecen señalar al estatus semiperiférico como el más extendido y en el que se encuentra la mayoría de la población del mundo, y la importancia de desigualdades internas (y del colonialismo interno) dentro de los países tales como una de los problemas que predominarán en un futuro próximo, que será seguido probablemente por la aparición de conflictos de clase internacionales a escala global provocadas por el aumento de las desigualdades. Esta clase de análisis es conveniente debido a la facilidad de obtener los datos correspondientes a los distintos estados, aunque Wallerstein haya precisado que las áreas periféricas no deben ser confundidas con los estados periféricos. Así, una de las modernas tendencias parece estar en considerar la decadencia de los estados periféricos frente a emergencia de áreas periféricas dentro de los propios estados, una nueva clase de neocolonialismo interno.

## Nuevos desarrollos del Análisis Sistema-mundo

### La versión de Abu Lughod
Janet L. Abu-Lughod sostiene que antes de la formación del sistema-mundo moderno identificado por Wallerstein existió, en el siglo XII, un premoderno sistema-mundo que se extendió a lo largo de Eurasia. Janet Abu Lughod afirma que el Imperio mongol desempeñó un papel importante en la apertura y extensión de relaciones hacia China, India, las regiones musulmanas y europeas en el siglo XIII, antes de la llegada del sistema-mundo moderno (siglos XV/XVI). En su contra Wallerstein afirma que el sistema descrito por Abu Lughod no era un sistema-mundo porque no requería redes integradas de producción, sino que era un imperio con una red comercial muy extensa.

### Otras contribuciones

#### Andre Gunder Frank y Andréi Korotáyev
Andre Gunder Frank  sostiene que el sistema-mundo en una escala global, incluyendo Asia, Europa y África, ha existido desde el cuarto milenio a. C. Andréi Korotáyev junto a otros autores van incluso más lejos que Gunder Frank y sitúan el principio de la formación del sistema-mundo en el milenio décimo a. C., conectándolo con el comienzo de la revolución neolítica en Oriente Medio. El centro de este sistema-mundo estaba en el interior de Asia, concretamente en China.
Para estos autores Europa prosperó solamente cuando la economía asiática estaba en su fase de contracción (en un ciclo económico de muy largo plazo) y tuvo libre acceso a la plata y el oro de las Américas. No hubo ningún milagro europeo, Europa tuvo simplemente una ventaja geográfica en el descubrimiento de América que supo aprovechar. Esta larga fase de contracción asiática ahora está acabando y el centro se está moviendo de nuevo a Asia. Este punto de vista ha recibido la crítica conjunta de Wallerstein, Arrighi, y Samir Amin atacando los datos empíricos de esta discusión.
La idea de un sistema mundo también es utilizada por la arqueología, en concreto en la última edad de bronce del calcolítico-temprano, durante el período de dominación del antiguo Uruk, y dentro del sistema que se extendió desde Egipto al Indo. Estos planteamientos se consideran una ruptura tanto en la identificación como en el análisis de la teoría de los sistemas-mundo.

#### Christopher Chase-Dunn, Tomas D. Hall y Peter Turchin
Una contribución importante al estudio de la historia del sistema-mundo es la de Christopher Chase-Dunn y Tom Hall quienes descubrieron una sincronía significativa en la dinámica urbana de zonas occidentales y orientales de Afroeurasia a partir del primer milenio a. C. Los mecanismos posibles de esta sincronía son analizados por Peter Turchin y Tomas D. Hall.

### David Lempert y Michael Burawoy
Tanto David Lemperte como Michael Burawoy utilizan la teoría del sistema-mundo para intentar incorporar los cambios en las relaciones entre el primer mundo y el segundo mundo, específicamente las modificaciones que han provocado el derrumbamiento de la Unión Soviética. Su descripción intenta integrar en la teoría la idea de que los Estados Unidos y Europa han colonizado y absorbido las nuevas repúblicas y estados independientes de la antigua Unión Soviética y de la Europa Oriental con el objeto de integrarlos en el nuevo orden mundial.

### Teorías de los sistemas mundiales
En el fondo de la teoría de los sistemas del mundo o sistemas mundiales (a diferencia del análisis del sistema-mundo) aparece una perspectiva que demuestra gran semejanza con el concepto de Ecúmene, usado por los historiadores culturales como Guillermo McNeill. La teoría de los sistemas mundiales ha sido históricamente muy útil como antídoto frente a la excepcionalidad de los Teóricos de la globalización quienes sostienen que el sistema actual no tiene precedentes en la historia del mundo.

## La polémica sobre losciclos de Kondrátiev
Algunas parcelas de la teoría del sistema-mundo se han convertido en discusión habitual en numerosas revistas y diarios de ciencias sociales. Entre ellas el concepto de ciclos económicos largos propuestos fascina a la profesión. Sin embargo, las mayores discusiones están en las nociones de ciclos económicos y ciclos de guerra que dominan la discusión más general sobre la trayectoria de las series de tiempo del sistema-mundo.
Aunque muchos economistas contemporáneos traten la herencia de Nikolái Kondrátiev con total desprecio, figuras importantes de la economía del siglo XX, entre los que se encuentran varios premios en Ciencias Económicas en memoria de Alfred Nobel, quedaron profundamente impresionados por las tesis e investigaciones de Nikolái Kondrátiev; las cuales constituyen el punto de partida de la noción de ciclos largos utilizada en la teoría de los sistemas-mundo. Es suficiente mencionar aquí no solo a Joseph Alois Schumpeter y Simon Kuznets, sino también a Ragnar Frisch; Gottfried Haberler; Alvin H. Hansen; Walt Rostow y Jan Tinbergen. El redescubrimento y nuevo auge de las investigaciones de Kondrátiev en los años 60 y posteriores se asocia a los trabajos de simulación de modelos del mundo de Jay Forrester en el MIT desarrollados para el Club de Roma. El International Institute for Applied Systems Analysis - IIASA ha llevado a cabo un profundo y sofisticado debate sobre los sistemas y modelos científicos, centrado principalmente en los trabajos del físico veneciano Cesare Marchetti y del científico de sistemas portugués Tessaleno Devezas. La investigación de Devezas es particularmente significativa porque combina la evaluación de aspectos sociológicos con una exposición matemática de las oscilaciones cíclicas en economía y demografía. Forrester reprodujo el modelo de los últimos 50 años de la economía de Estados Unidos, basándose en su Modelo Nacional de Dinámica del Sistema (Modelo NM) que recoge 15 variables. Marchetti lleva la discusión desde las series de precios a las cantidades físicas, en las que incluye tanto el consumo como la producción de energía. Desafortunadamente, su propuesta es tan sofisticada que ha sido obviada tanto por la mayoría de los marxistas del sistema-mundo defensores de la onda de Kondrátiev como de sus detractores.
A principios de los años 70, la Agencia Central de Inteligencia (Central Intelligence Agency - CIA) de los Estados Unidos ordenó la elaboración de un informe a Ehud Levy-Pascal sobre los ciclos económicos largos de Kondrátiev que fueron publicados en 1976. El sociólogo suizo Volker Bornschier experto en el sistema-mundo también realizó investigaciones de carácter estadístico y sociológico sobre los tipos de ondas de Kondrátiev (ciclos económicos largos). Además, se produjo un cambio decisivo en la perspectiva por Joshua Goldstein en el Instituto de Tecnología de Massachusetts (MIT) bajo la supervisión de Hayward Alker Jr. que fue publicada en 1988.
El interés de la CIA y también de la OTAN en el problema de los ciclos es obvio: si la teoría de los ciclos largos de Kondrátiev era correcta, podía comportarse como cualquier teoría y debería permitir hacer predicciones de gran importancia a largo plazo tanto para la planificación militar como la política y económica.
Rusia, la patria de Kondrátiev, le rehabilitaría como a uno de sus grandes científicos sociales más grandes de todas las épocas hasta el punto de dedicarle un Instituto de Investigación estatal en su memoria.
Las depresiones (curvas descendentes) de las ondas de Kondrátiev se mostraban muy severas para la periferia rusa dentro del conjunto del sistema mundial, y todas las vicisitudes y problemas de la reforma y el intento de reagrupamiento bajo un solo gobierno se asocian a los ciclos de Kondrátiev. Las ondas u oscilaciones cíclicas en la periferia son en gran medida más pronunciadas que en el centro y las depresiones mucho más severas. El nivel de desigualdad es históricamente más alto en la periferia que en el centro, pero la desigualdad también aumenta en el centro. Su estudio y comparación sugiere claramente tres tendencias.
Tendencias de las ondas de Kondrátiev:
- 1.- Un crecimiento más rápido en las periferias durante el comienzo de la fase B del ciclo de Kondrátiev
- 2.- Una depresión más severa en las periferias que en el centro
- 3.- Una recuperación tardía en las periferias

La misma lógica de los procesos industriales y de las innovaciones básicas, así como de los modelos sociales, conectados con ellos, sugeriría la necesidad de la inserción de las fluctuaciones cíclicas a las teorías más generales del desarrollo (Amin, 1997). Así, los altos hornos y otros componentes importantes del proceso industrial, tienen también cierto ciclo vital, comparable con los ciclos de Juglar y el ciclo de Kuznets, de tal modo que cuando las innovaciones técnicas se expanden y dispersan a lo largo del tiempo coinciden con el correspondiente ciclo de Kondrátiev (Bornschier, 1988 y 1995; para un examen más detallado ver Scandella, 1998).
Duración de los distintos ciclos u ondas:
- 3-5 años de duración: ciclos de Kitchin
- 8-11 años de duración: ciclos del Juglar
- 18-22 años de duración: ondas de Kuznets
- 40-60 años de duración: ondas de Kondrátiev

### Esquema de datación de ciclos deKuznets
Los esquemas pueden seguir distintas dataciones; la de Tausch/Ghymers, 2006 que sigue la tradición de la teoría de Schumpeter (Scandella, 1998) y establece que el capitalismo global desde 1740 seguiría los ciclos siguientes de Kuznets (calculados según los índices de crecimiento global de la producción industrial 1740-2004, y expresados en polinomios de sexto orden):
- 1741-1756; R^2 = 23.5 %
- 1756-1774; R^2 = 36.1 %
- 1774-1793; R^2 = 34.8 %
- 1793-1812; R^2 = 39.7 %
- 1812-1832; R^2 = 16.4 %
- 1832-1862; R^2 = 25.7 %
- 1862-1885; R^2 = 36.3 %
- 1885-1908; R^2 = 56.2 %
- 1908-1932; R^2 = 44.2 %
- 1932-1958; R^2 = 19.1 %
- 1958-1975; R^2 = 60.9 %
- 1975-1992; R^2 = 75.8 %

## Esquema de datación de ciclos deKondrátiev
Siguiendo los ciclos de Kuznets podemos ver que se integran en los de Kondrátiev:
- 1.- El período entre 1756 y 1832 puede considerarse el primer ciclo de Kondrátiev de la edad industrial.
- 2.- El período entre 1832 y 1885 como el segundo ciclo de Kondrátiev
- 3.- El período entre 1885 y 1932 como el tercer ciclo de Kondrátiev
- 4.- El período entre 1932 y 1975 como el cuarto ciclo de Kondrátiev

Por lo tanto, según esta lógica, ahora estamos en el quinto ciclo de Kondrátiev de la edad industrial, con un ciclo completo de Kuznets después de la depresión de mediados de los años setenta y un segundo ciclo de Kuznets que comienza en 1992 con una clara depresión, es decir, cayendo.
Para Volder Bornschier existen las siguientes fases en el ciclo-K (K = ciclo de Kondrátiev)
- Repunte
- Prosperidad
- Prosperidad – recesión
- Crisis
- Recuperación temporal (recuperaciones temporales)
- Depresión

Los estudios de Tausch/Ghymers muestran que las fases de Bornschier se corresponden de forma más adecuada a la estructura de la producción mundial de datos que la alternativa propuesta por Joshua Goldstein, Phil O’Hara y Ernest Mandel.
La cuestión de los ciclos de la guerra ha recibido una enorme atención internacional. Joshua Goldstein concluyó que en el mundo capitalista los sistemas tienden continuamente hacia las guerras y los conflictos violentos. El sistema internacional se caracterizaría, según Goldstein, por la siguiente secuencia cíclica:
- Guerra mundial > Hegemonía mundial de la potencia dominante > Legitimación del orden internacional establecido > Concentración del sistema mundial >>> Guerra Mundial …

La duración de estas fases del orden internacional es similar a un ciclo de Kondrátiev por lo que la unidad del tiempo del sistema internacional puede ser simbolizada por la expresión de 1 K (K = ciclo de Kondrátiev)
En un momento de grandes cambios en la política mundial y la economía no es de extrañar que los estudios sistemáticos en la evolución del orden internacional hayan ganado terreno. El enfoque cuantitativo de Goldstein (1988 y ss.) se centra en los grandes enfrentamientos de poder, como por ejemplo el control de las cuencas hidrográficas, en las relaciones internacionales. Las evidencias empíricas apoyan las teorías de Arrighi y Goldstein . Hasta ahora cada ciclo político del mundo se correspondía con un mismo patrón mundial en lo que respecta al número de muertos anuales en las principales guerras por el poder. Así, la guerra del ciclo 1495-1648, en expresión polinómica de 6.º orden, es R ^ 2 es del 91,7%, 1649-1816 refleja un rendimiento de un R ^2 del 33, 6% ; 1817-1945 refleja un rendimiento de un R ^2 del 50,1%.; 1946-1975 reflejará una mortalidad del 49,5% (ver Tausch, 2007) .
A principios del siglo XXI, una de las más curiosas características del capitalismo contemporáneo parece ser el hecho de la necesidad de apoyo explícito del orden político hegemónico a los factores de crecimiento económico, mientras que las caídas y las depresiones serían un mero reflejo de la disminución del orden político mundial. Esa regla que podría parecer novedosa es una constante. Durante las depresiones y crisis se aprecia un aumento de las convulsiones sociales y la aparición de grandes guerras con gran número de víctimas que anuncian un cambio geopolítico y económico. Así ocurrió con la crisis de los años 1340, que marcó el comienzo de la hegemónia genovesa (Arrighi) -la portuguesa y la genovesa (Modelski)-, la crisis de los años 1560, que marcó el comienzo de la hegemonía holandesa; la depresión de las décadas 1750 y 1760, que marcó el comienzo de la hegemonía británica, y por fin la Gran Depresión en la década de 1930, que marcó el final de la hegemonía británica capitalista (Arrighi, 1995) para ser sustituida por los Estados Unidos.
Se analizan los datos más recientes de los distintos conflictos (Goldstein, 1988 y Cox/Prío 2005 -Víctimas de las guerras entre 1945 a 2002 y crecimiento de la producción industrial mundial 1740 - 2004) se demostró (Tausch/Ghymers) que las oscilaciones del ciclo largo de Kuznets y Kondrátiev y los ciclos de desarrollo capitalista mundial -que desempeñan un papel importante en el análisis de la guerra mundial desde 1945- no han terminado después de la caída del comunismo, y que la inestabilidad, y no la estabilidad, caracterizan la economía mundial. Lo más destacado es que la conflictividad mundial que se inicia en 1945 no terminó con el fin de la Guerra Fría. En las investigaciones sobre el sistema-mundo, especialmente en las obras de Arrighi y Silver, hay afirmaciones suficientemente documentadas de la crisis del capitalismo mundial (la depresión habitual del ciclo de Kondrátiev) y también debe repararse en la existencia de períodos de crisis terminales de los sistemas-mundo al final de las distintas hegemonías.
La pregunta sobre la posibilidad teórica y práctica de una transición pacífica de una hegemonía a otra se encuentran entre las más difíciles cuestiones de investigación sobre la paz y la necesaria política de paz que demanda nuestro tiempo.

## Recuperando una perspectiva schumpeteriana
Autores como Joseph Alois Schumpeter  y después los autores sobre los sistemas-mundo y la teoría de la dependencia como Samir Amin, Volker Bornschier, Fernando Henrique Cardoso, Raúl Prebisch y  Osvaldo Sunkel tuvieron siempre presente las crisis, los desequilibrios cíclicos, los cambios regionales, y el auge y caída de regiones enteras e incluso continentes durante el proceso de desarrollo capitalista.
Para muchos otros teóricos del desarrollo -de la primera generación de economistas del desarrollo después de la Segunda Guerra Mundial posteriores s Schumpeter- cuya difusión y fama empezó a crecer en el período posterior a la guerra, todos estaban muy influidos por la "teoría de la dependencia" del mundo periférico, como Kurt Mandelbaum, Paul Narcyz Rosenstein-Rodan y Hans Wolfgang Singer, el capitalismo, al igual que postulaba Schumpeter, nunca era un proceso equilibrado cuyo resultado o desarrollo final podría estar libre de crisis de crecimiento, con pleno empleo, en donde se pudiera dar una sostenibilidad del medio ambiente y se acabara con la exclusión social. Sencillamente no era posible. La esencia del capitalismo producía desarrollo en unas zonas a costa de otras, no conseguía integrar nuevas zonas en el centro poderoso y rico.

### Volker Bornschier
Las discusiones de los sistemas-mundo y su cuantificación obligan a mencionar el nombre del sociólogo suizo Volker Bornschier, que durante los decenios de 1970, 1980, y más allá, ha sido una voz crítica sobre las consecuencias a largo plazo y efectos perjudiciales de la penetración transnacional en los países de acogida del capitalismo mundial: se produce una dinamización de los países de acogida de la inversión extranjera transnacional solo en el corto plazo, pero la consecuencia es la desigualdad y el estancamiento en el largo plazo. Sus contribuciones ilustran y refuerzan los trabajos anteriores sobre las teorías de dependencia, iniciados por Peter Heintz y la escuela de Ameríca Latina de la teoría de la dependencia. Sus aportaciones teóricas y empíricas sobre la evolución "teoría de la dependencia" tienen un carácter global y se vinculan a la evolución de la escuela del sistema-mundo; de manera especial por la creación de redes y la colaboración, especialmente con Christopher Chase-Dunn -quien apuesta por el enfoque cuantitativo de la escuela del sistema-mundo. Su obra posterior, en relación con duración de las fluctuaciones cíclicas de la economía mundial, ha demostrado que la inestabilidad es un elemento en la evolución histórica del capitalismo. Desde esa perspectiva el mundo necesita de un nuevo contrato social, un New Deal, similar en al que se produjo después de la Gran Depresión de la década de 1930. Bornschier pone grandes esperanzas en la Unión Europea como la alternativa más social de la economía mundial.